# Aneflomorpha martini
Aneflomorpha martini là một loài bọ cánh cứng trong họ Cerambycidae.